# ماري روز يونغ
ماري روز يونغ (بالإنجليزية: Mary Rose Young)‏ هي خزافة بريطانية، ولدت في 1958.